# Cerapachys angustatus
Cerapachys angustatus är en myrart som först beskrevs av Clark 1924.  Cerapachys angustatus ingår i släktet Cerapachys och familjen myror. Inga underarter finns listade.